# Schizoretepora granulosa
Schizoretepora granulosa är en mossdjursart som först beskrevs av Canu och Bassler 1930.  Schizoretepora granulosa ingår i släktet Schizoretepora och familjen Phidoloporidae. Inga underarter finns listade i Catalogue of Life.